# ويليام ماهوني
ويليام ماهوني (بالإنجليزية: William Mahoney)‏ هو سياسي أمريكي، ولد في 13 يناير 1869، وتوفي في 17 أغسطس 1952.